# Henri Maurel (homme politique)
Pour les articles homonymes, voir Henri Maurel et Maurel.
Henri Maurel est un homme politique français né le 2 mai 1867 à Manosque (Alpes-de-Haute-Provence) et décédé le 3 avril 1935 à Marseille (Bouches-du-Rhône).

## Biographie
Instituteur, il est conseiller général de 1910 à 1919, il est député des Bouches-du-Rhône de 1919 à 1924. D'abord inscrit au groupe socialiste, il rejoint le Parti communiste français, dont il est exclu en 1923.